# Belezna megállóhely
Belezna megállóhely egy Zala vármegyei vasúti megálló, közel Murakeresztúr, Belezna és Őrtilos hármashatárához, de Murakeresztúr település közigazgatási területén, annak legdélebbi nyúlványán, a beleznai önkormányzat üzemeltetésében. Belezna lakott területeitől közel 5 kilométerre nyugatra, a horvát határ és a Dráva közelében helyezkedik el; a névadó településével egy önkormányzati út köti össze. A megállóhelyen 2021. június 19-én üzemkezdettel megszűnt a személyforgalom, a vonatok megállás nélkül áthaladnak.

## Vasútvonalak
Az állomást az alábbi vasútvonalak érintik:
- Murakeresztúr–Szentlőrinc-vasútvonal

## Kapcsolódó állomások
A vasútállomáshoz az alábbi állomások vannak a legközelebb:
- Murakeresztúr vasútállomás (Murakeresztúr–Szentlőrinc-vasútvonal)
- Őrtilos vasútállomás (Murakeresztúr–Szentlőrinc-vasútvonal)